# Gare de Peñota
Peñota est le nom d'une gare de la ligne C-1 du réseau de Renfe Cercanías Bilbao, entre les gares Santurtzi et de Portugalete.
Située dans la commune de Santurtzi, la gare délimite le territoire avec celui de la localité contiguë, Portugalete. Peñota est la seconde gare de la ligne C-1, et est situé sous l'hôtel NH Palais d'Oriol, un palais réformé se transformant en hôtel quatre étoiles.
| Provenance/Destination | <         | Ligne | >           | Provenance/Destination |
| ---------------------- | --------- | ----- | ----------- | ---------------------- |
| Santurtzi              | Santurtzi |       | Portugalete | Bilbao-Abando          |

## Autres gares dans la municipalité
A Santurtzi (Santurce en espagnol) on trouve aussi la gare de Renfe Cercanías suivante :
- Santurtzi

## Galerie

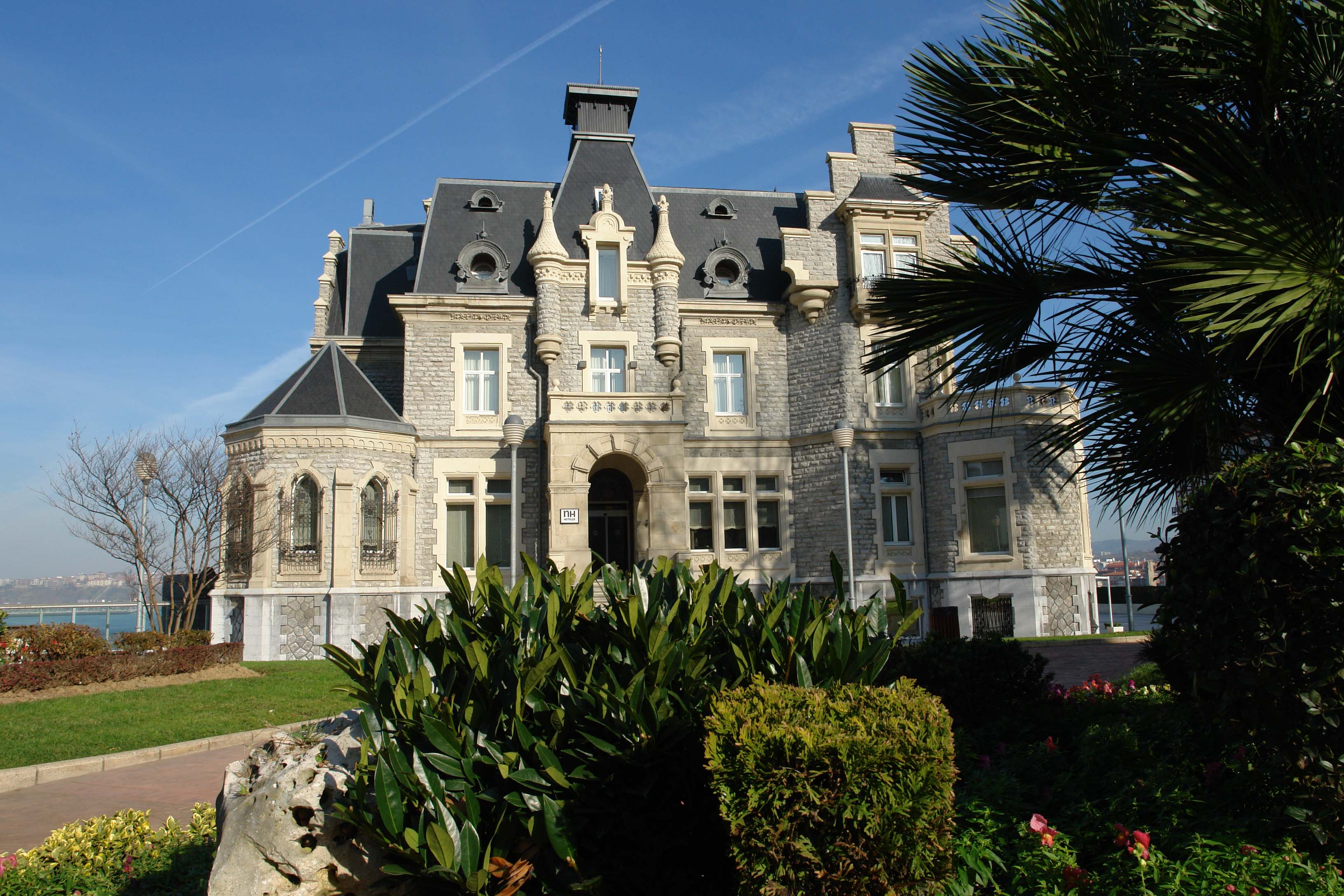
l'hôtel NH Palais d'Oriol **** se situe au-dessus de la station de Peñota
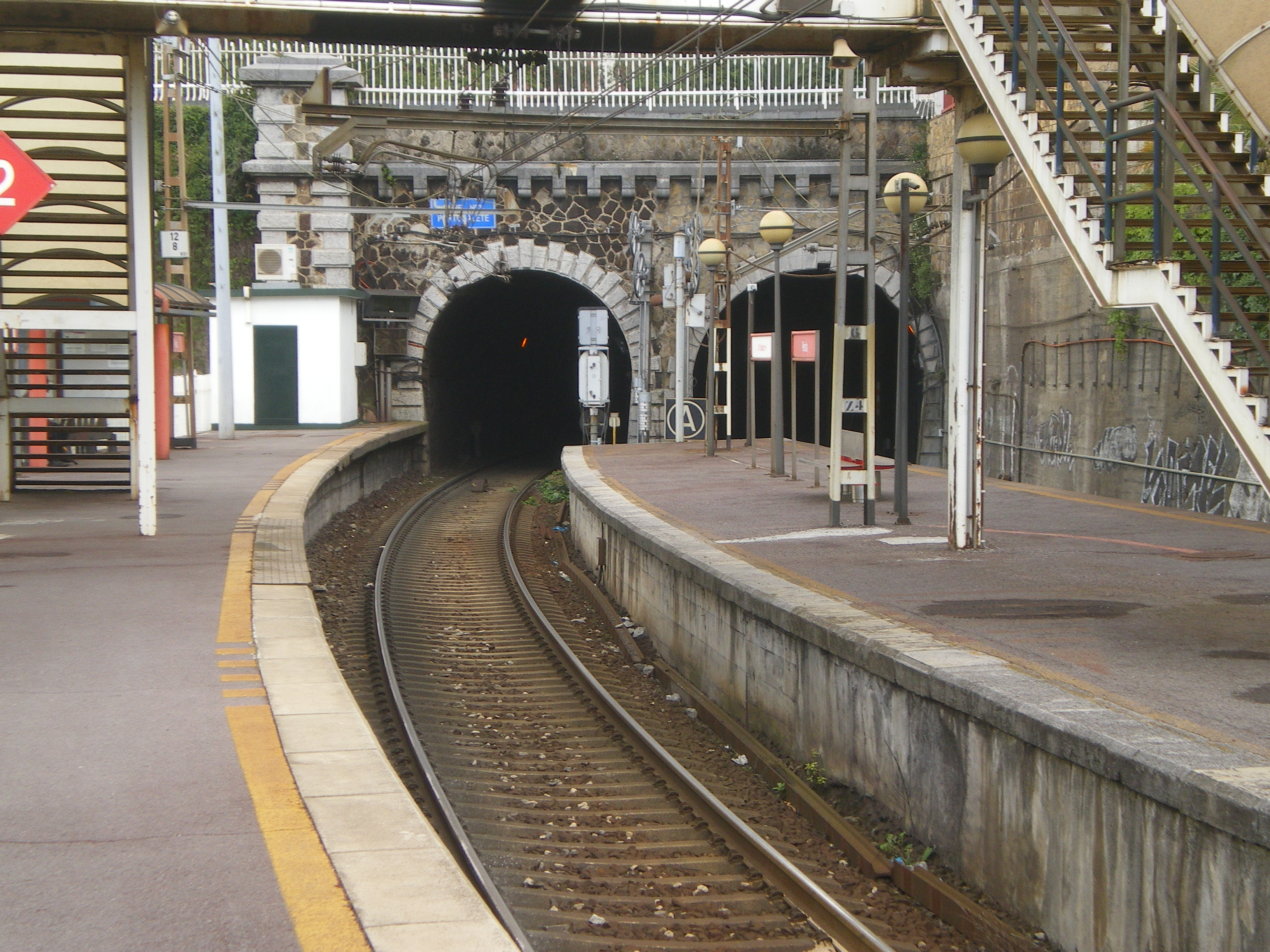
Le quai de la gare vu en direction et le tunnel de Portugalette de Bilbao